# Кондро
Кондро̀ (на италиански: Condrò; на сицилиански: Cundrò, Кундро) е село и община в Южна Италия, провинция Месина, автономен регион и остров Сицилия. Разположено е на 58 m надморска височина. Населението на общината е 488 души (към 2011 г.).